# Aimar Sher
Aimar Hazar Sher, född 20 december 2002 i Kirkuk, Irak, är en irakisk-svensk fotbollsspelare som spelar för norska Sarpsborg 08.

## Klubblagskarriär
Aimar Sher föddes i Irak men flyttade som fyraåring till Sverige med sin familj. I det nya hemlandet började han spela fotboll i Mälarhöjdens IK men lämnade tidigt för Enskede IK. Som elvaåring anslöt Sher till Hammarby IF.

### Hammarby IF
Den 21 augusti 2019 gjorde Aimar Sher sin A-lagsdebut i Hammarby IF, då han hoppade in i slutminuterna av 3-1-segern mot IFK Luleå i Svenska Cupen. En knapp månad senare, den 25 september, gjorde den då 16-årige Sher sin allsvenska debut via ett inhopp i 3-1-segern mot IK Sirius.
Efter att i november 2019 ha skrivit på sitt första seniorkontrakt med Hammarby fick Sher ett större förtroende säsongen 2020. Den 2 juli fick han också göra sin startdebut i 1-0-segern mot Varbergs BoIS. En knapp månad därefter förlängde han också sitt kontrakt med Hammarby till sommaren 2022.

### IK Frej
Under säsongen 2020 kombinerade Sher sitt spel i Hammarby IF med spel i Norrettan med samarbetsklubben IK Frej då han stod med på den lånelista som upprättats mellan klubbarna. Hans Frej-debut kom i 0-1-förlusten i Stockholmsderbyt mot IF Brommapojkarna den 14 juni 2020 vilket också var premiärmatchen.

### Spezia Calcio
Den 19 augusti 2021 står det klart att Aimar Sher lämnar Hammarby IF för spel i Serie A-nykomlingen Spezia. Den 17 januari 2023 lånades han ut till nederländska Groningen. Den 1 september 2023 kom Sher överens med Spezia om att bryta sitt kontrakt.

### Sarpsborg 08
Efter att varit klubblös en period skrev Sher den 20 december 2023 på ett treårskontrakt med norska Sarpsborg 08.

## Landslagskarriär
När P16 Future Team-landslaget i april 2018 samlades för första gången var Aimar Sher en av de uttagna spelarna. Hans landslagsdebut kom i U17-landskampen mot Danmark den 18 april 2018, där Sverige förlorade med 1-2 men Sher gjorde svenskarnas enda mål.
Hans första U19-landskamp kom i samband med en trenationsturnering i Tjeckien där Sher byttes in i 1-3-förlusten mot värdnationen.

## Personligt
Aimar Sher är född i Irak men familjen flyttade till Sverige när han var fyra år gammal och han växte därefter upp i Stockholm.
Han är döpt efter den tidigare argentinske fotbollsspelaren Pablo Aimar som var hans pappas favoritspelare.

## Statistik
Uppdaterad 15 oktober 2020
| Klubb              | Säsong             | Liga               | Liga    | Liga | Nationell cup | Nationell cup | Ligacup | Ligacup | Internationell cup | Internationell cup | Övrigt  | Övrigt | Totalt  | Totalt |
| Klubb              | Säsong             | Division           | Matcher | Mål  | Matcher       | Mål           | Matcher | Mål     | Matcher            | Mål                | Matcher | Mål    | Matcher | Mål    |
| ------------------ | ------------------ | ------------------ | ------- | ---- | ------------- | ------------- | ------- | ------- | ------------------ | ------------------ | ------- | ------ | ------- | ------ |
| Hammarby IF        | 2019               | Allsvenskan        | 1       | 0    | 1             | 0             | -       | -       | -                  | -                  | -       | -      | 2       | 0      |
| Hammarby IF        | 2020               | Allsvenskan        | 14      | 0    | 2             | 0             | -       | -       | 0                  | 0                  | -       | -      | 16      | 0      |
| Totalt             | Totalt             |                    | 15      | 0    | 3             | 0             | -       | -       | 0                  | 0                  | -       | -      | 18      | 0      |
| IK Frej (lån)      | 2020               | Norrettan          | 7       | 0    | -             | -             | -       | -       | -                  | -                  | -       | -      | 7       | 0      |
| Totalt             | Totalt             |                    | 7       | 0    | -             | -             | -       | -       | -                  | -                  | -       | -      | 7       | 0      |
| Totalt i karriären | Totalt i karriären | Totalt i karriären | 22      | 0    | 3             | 0             | 0       | 0       | 0                  | 0                  | 0       | 0      | 25      | 0      |